# 내일은 시구왕
《내일은 시구왕》은 대한민국의 방송 채널 SBS TV에서 2016년 9월 14일에 방송된 추석특집 야구 전문 예능 프로그램이다.

## 기획 의도
홍수아의 개념 시구부터 신수지의 백 일루전(Back Illusion) 시구, 태미의 태권(360도 공중회전 돌려차기) 시구, 클라라의 레깅스 시구, 손연재의 하이킥 시구, 티파니의 패대기 시구! 설현의 S라인 체인지업 시구 등 했다하면 수많은 이슈와 화제의 중심으로 떠오르는 프로야구 시구!
한국 프로야구의 급성장과 열풍에 힘입어 깜짝 이벤트로 여겨졌던 시구가 이제는 하나의 문화이자 트렌드로 자리 잡았다!
급기야 야구의 본고장인 미국 메이저리그 홈페이지에까지 국내스타들의 시구 모습이 소개될 정도로 핫이슈가 되고 있다!
야구장을 런웨이만큼 집중하게 만드는 다양하고 화려한 시구 패션과 스타일링부터 홍드로(홍수아), 랜디신혜(박신혜), 놀란 스테파니(스테파니), BK유리(소녀시대 유리), 윤실링(윤정희) 까지!!
선수 못지않은 개념시구로 애칭과 함께 마운드의 전설이 된 스타들.
이 시대의 시구는 또 하나의 새로운 이슈로 진화하고 있다!!
오직 선택받은 자만이 설수 있는 야구의 시작과 끝인 마운드!
역대 레전드 시구자와 야구를 사랑하는 대세스타들이 한자리에 모여 국내 최초! 시구대회를 펼친다.
승부를 겨루는 야구 경쟁만큼이나 뜨거운 핫한 스타들의 시구 경쟁 !!
단순한 흉내내기나 예쁜 모습만이 아닌 멋진 투구폼부터 스피드, 창의력 넘치는 패션과 예술성, 그리고 최선을 다해 공을 던지는 진정성 있는 모습까지 평가해 전 국민이 집중할 최고의 시구왕을 선발한다. 과연 내로라하는 스타들 중 화제의 중심으로 떠오를 국내 최고의 시구왕은 누가 될 것인가?

## 방송 일정
| 방송 채널 | 방송 기간       | 방송 시간        | 비고              |
| --------- | --------------- | ---------------- | ----------------- |
| SBS TV    | 2016년 9월 14일 | 수요일 저녁 5:50 | 추석 특집(파일럿) |

녹화 장소 : 인천SSG랜더스필드 (문학야구장)

## 출연진
MC
- 배성재 - 진행자
- 이수근 - 해설위원
- 서재응 - 해설위원

시구자(남)
- 박철민
- 이은결
- 이천수
- 김환
- 틴탑
- 몬스타엑스
- 이용진
- 이진호
- 서프라이즈
- 공명&도영
- 미스터 고릴라

시구자(여)
- 윤보미
- 전효성
- 양정원
- 홍윤화
- 유하나
- 신수지
- 태미
- 소나무
- 다이아
- 성소